# Medaille van Koning Toffa van Porto-Novo
De Medaille van Koning Toffa van Porto-Novo is een onderscheiding die Toffa van Porto-Novo, een Afrikaanse koning, na 1894 heeft laten slaan ter herinnering aan de tweede militaire expeditie die Frankrijk in Dahomey liet uitvoeren.
Frankrijk was tijdens de koloniale expansie aan de Afrikaanse Westkust in twee oorlogen met het Koninkrijk Dahomey verstrikt geraakt en wist met ondersteuning door Toffa de verovering van Dahomey te voltooien.
Tijdens de eerste oorlog (1890) vocht Frankrijk met 709–759 reguliere Franse soldaten en 500 man uit Porto-Novo tegen Koning Béhanzin van Dahomey die ongeveer 8.000 soldaten, waaronder een korps Amazones (gewapende vrouwelijke krijgers) of "Ahosi" in het veld bracht. De Franse overwinning was compleet; Béhanzin werd gedwongen om Porto-Novo als Frans protectoraat te erkennen en zijn douanepost in Cotonou te sluiten. Aan Franse zijde vielen 16 doden. Het aantal inheemse doden liep in de duizenden.
Tijdens de tweede oorlog (1892–1894) veroverden de Fransen met 2.164 reguliere Franse soldaten en 2.600 man uit Porto-Novo geheel Dahomey. Koning Béhanzin bracht 10.000 soldaten in het veld, waarvan 1.200 amazones. Hij moest zich overgeven en werd naar Martinique verbannen. De Fransen verloren 85 man in de strijd terwijl 205 man aan ziektes crepeerden. Het aantal inheemse doden liep in de duizenden.

## De medaille
Het lint waaraan de medaille werd gedragen heeft dezelfde kleuren als de Franse Herinneringsmedaille aan de Expeditie in Dahomey (1892). Bij de medaille uit Porto-Novo is de verdeling geel-zwart-geel in drie verticale banen van gelijke breedte.
Op de ronde zilveren medaille is een door een lauwerkrans omringd wapenschild afgebeeld, gedekt met een beugelkroon. De beugels van deze kroon naar Europese snit eindigen niet, zoals gebruikeijk, met een bal en een kruis, maar met een door een driehoekige versiering bedekte bal. Het rondschrift luidt "TOFFA ROI"